# Angier Biddle Duke

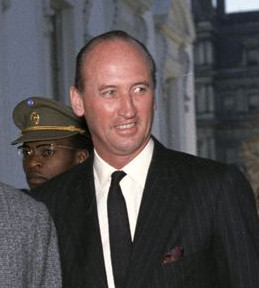
Angier Biddle Duke

Angier Biddle Duke (* 30. November 1915 in New York City; † 29. April 1995 in Southampton, New York) war ein US-amerikanischer Diplomat.

## Leben
Angier Biddle Duke wurde in Manhattan geboren. Seine Eltern waren Cordelia Drexel Biddle und Angier Buchanan Duke. Er brach 1937 ein Studium an der Yale University ab, um von 1940 bis 1945 in der US-Army vom Private zum Major aufzusteigen.
1949 trat Angier Biddle Duke den auswärtigen Dienst an. Von 1952 bis 1953 vertrat er die Truman-Regierung bei der Regierung von Óscar Osorio Hernández in El Salvador. Mit 36 Jahren war er damals der jüngste US-Botschafter. Von 1953 bis 1961 war Duke Präsident des International Rescue Committee und arbeitete für The Pond in Ungarn.
Von 1960 bis 1965 war er Chef des Protokolls unter den Regierungen John F. Kennedy und Johnson. Von 1965 bis 1967 war er Botschafter von Johnson bei Francisco Franco.
Am Morgen des 17. Januar 1966 scheiterte ein Lufttankmanöver einer Boeing B-52. Eine der vier Atombomben fiel bei Palomares ins Mittelmeer. Der Propaganda- und Tourismusminister Manuel Fraga bagatellisierte den Vorfall und lud die Presse zu einem Bad mit Biddle Duke bei Palomares. Von 1968 bis 1969 war Duke US-Botschafter in Dänemark. Von 1979 bis 1981 war Angier Biddle Duke Botschafter der Carterregierung bei Sultan Hassan II. in Marokko.
Von 1992 bis 1995 war Duke Vorsitzender des Council of American Ambassadors der Ständevertretung der Political Appointees der USA.  Er war Vorsitzender des Friends of the Democratic Center in Central America, einer PR-Organisation der Contra.
Er kollidierte beim Rollerbladen tödlich mit einem Kraftfahrzeug. Seine Korrespondenz ist in der Duke University seiner Familie einzusehen.